# Koutia
La koutia (aussi connue comme koliva ou colivă)  est un entremets fait de graines, traditionnellement servi en Biélorussie, en Russie, en Ukraine, en Moldavie, en Roumanie, en Serbie et parfois en Pologne. Le sotchivo, très similaire à la koutia, est populaire en Russie. La koutia est souvent le premier plat servi lors du Souper des douze plats (Sviataïa vetcheria) de la veillée de Noël. Il est rarement présenté en dehors de cette occasion.

## Description
La koutia ressemble à la kolyva / colivă / koliva grecque, roumaine, moldave, bulgare et serbe, partagée lors des funérailles orthodoxes, et qui comporte aussi des noix, du sucre et des raisins secs.
La koutia était un mets traditionnel de l'Église orthodoxe russe ; sa consommation a décru à la suite de la politique athée et anti-cléricale de l'Union soviétique ; mais on en observe des résurgences en Ukraine, en Biélorussie et dans la diaspora russe des anciennes républiques issues de la dislocation de l'URSS. La koutia est servie en particulier lors de la radonitsa. Elle est maintenant régulièrement consommée lors des funérailles comme manifestation mémorielle.
La koutia est traditionnellement confectionnée à partir de grains de froment, de graines de pavot, de miel, de diverses noix et parfois de raisins secs. De nombreuses recettes incluent aussi du lait ou de la crème. Dans certains pays slaves, le riz est la composante principale. Aujourd'hui, on y ajoute divers ingrédients autrefois indisponibles ou trop onéreux, comme des amandes ou des écorces d'orange confites. Dans les pays où les grains de froment sont difficiles à trouver, on les remplace par des grains d'orge.